# Championnats de Suède de cyclo-cross
Les championnats de Suède de cyclo-cross sont des compétitions annuelles de cyclo-cross auxquelles participent les coureurs de cyclo-cross suédois. La première édition s'est tenue en 2008. Au total, deux championnats sont organisés, un pour les hommes et un pour les femmes.

## Palmarès masculin
| Année | Vainqueur         | Deuxième        | Troisième          |
| ----- | ----------------- | --------------- | ------------------ |
| 2008  | Jens Westergren   | Emil Lindgren   | Fredrik Ericsson   |
| 2009  | Jens Westergren   | Magnus Darvell  | Emil Lindgren      |
| 2010  | Emil Lindgren     | Jens Westergren | Fredrik Edin       |
| 2011  | Magnus Darvell    | Linus Dahlberg  | Jens Westergren    |
| 2012  | Magnus Darvell    | Jens Westergren | Fredrik Edin       |
| 2013  | Calle Friberg     | Emil Lindgren   | Matthias Wengelin  |
| 2014  | Fredrik Edin      | David Eriksson  | Mikael Salomonsson |
| 2015  | Matthias Wengelin | Calle Friberg   | Martin Eriksson    |
| 2016  | David Eriksson    | Martin Eriksson | Henrik Jansson     |
| 2018  | Martin Eriksson   | Hannes Forsby   | Henrik Jansson     |
| 2019  | David Eriksson    | Emil Lindgren   | Henrik Jansson     |
| 2020  | Emil Lindgren     | David Eriksson  | Emil Lindgren      |
| 2021  | David Eriksson    | Filip Mård      | Henrik Jansson     |
| 2022  | David Risberg     | Henrik Jansson  | Filip Mård         |
| 2023  | Paul Greijus      | David Risberg   | Ville Merlov       |
| 2024  | Filip Mård        | Ville Merlov    | Nils Johansson     |

## Palmarès féminin
| Année | Vainqueur            | Deuxième             | Troisième            |
| ----- | -------------------- | -------------------- | -------------------- |
| 2008  | Kajsa Snihs          | Hannah Myerscough    | Martina Thomasson    |
| 2009  | Kajsa Snihs          | Åsa-Maria Erlandsson | Angelica Edvardsson  |
| 2010  | Kajsa Snihs          | Åsa-Maria Erlandsson | Emmy Thelberg        |
| 2011  | Åsa-Maria Erlandsson | Kajsa Snihs          | Angelica Edvardsson  |
| 2012  | Åsa-Maria Erlandsson | Lisa Ström           | Ida Olsson           |
| 2013  | Emma Johansson       | Angelica Edvardsson  | Åsa-Maria Erlandsson |
| 2014  | Ida Jansson          | Åsa-Maria Erlandsson | Ida Erngren          |
| 2015  | Jenny Rissveds       | Emma Johansson       | Angelica Edvardsson  |
| 2016  | Jenny Rissveds       | Emma Johansson       | Ida Erngren          |
| 2018  | Åsa-Maria Erlandsson | Ida Erngren          | Frida Eriksson       |
| 2019  | Ida Erngren          | Åsa-Maria Erlandsson | Ida Johansson        |
| 2020  | Åsa-Maria Erlandsson | Anna Persson         | Anna Eriksmo         |
| 2021  | Clara Lundmark       | Hanna Johansson      | Anna Eriksmo         |
| 2022  | Tilda Hylén          | Anna Eriksmo         | Alma Johansson       |
| 2023  | Caroline Andersson   | Åsa-Maria Erlandsson | Anna Eriksmo         |
| 2024  | Caroline Andersson   | Åsa-Maria Erlandsson | Ida Ossiansson       |

## Sources
- Palmarès masculin sur cyclebase.nl
- Palmarès féminin sur cyclebase.nl
- Palmarès masculin sur siteducyclisme.com
- Palmarès féminin sur siteducyclisme.com